# Adrian Sârbu (om de afaceri)
Adrian Sârbu (n. 18 aprilie 1955, Brașov) este un om de afaceri și om de televiziune român.
Pe 22 decembrie 1989 a participat la revoluția română, filmând anumite scene din clădirea C.C. al PCR. A devenit membru al Consiliului Frontului Salvării Naționale, ocupând funcția de secretar de stat pe probleme de massmedia.

## Patron de media

### MediaPro și Pro TV
În anul 1989, Adrian Sârbu era regizor de filme la Studioul Sahia.
În anul 1990 a deschis firma MediaPro iar în 1991 a pus bazele agenției de știri Mediafax.
În 1993 a înființat grupul MediaPro, care are operațiuni de producție și distribuție de film și televiziune, radio, informație, internet și publishing în România și țările CEE. Divizia de publishing a MediaPro – Publimedia – este editorul cotidianului Gândul și al Ziarului Financiar.
În 1993 cooptează o parte din echipele posturilor TV SOTI și Amerom (Canal 38) și înființează postul de televiziune Canal 31, acum Pro TV, primul post de televiziune profesionist din România. În acționariatul postului erau prezenți Sârbu, afaceristul Ion Țiriac și trustul CME. Există o confuzie în ceea ce privește proprietatea postului TV, care nu face parte din trustul MediaPro, fiind o operațiune separată. Același lucru este valabil și pentru Acasă TV, MTV, ProCinema și Sport.ro.
În iulie 2009 vinde grupul MediaPro companiei CME, contra sumei de 10 milioane dolari și acțiuni.

### Central Media Enterprises
Adrian Sârbu era director operațional (COO) al companiei media Central European Media Enterprises (CME) din octombrie 2007, iar din ianuarie 2009 a preluat și funcția de președinte al grupului american. În iulie 2009, a fost numit Chief Executive Officer (CEO) al CME, devenind astfel românul care ocupă cea mai înaltă poziție executivă într-o companie multinațională.
După 2007, o serie de oameni din televiziunile Pro au mers în țările unde CME are operațiuni pentru diverse posturi de conducere. De asemenea, trustul MediaPro vinde producții de televiziune (telenovele) către televiziunile din trustul CME.

## Viața personală
A fost căsătorit de două ori, având două fete (Alma, *1980 și Ana, *1989) din prima căsnicie cu Lavinia Sârbu și încă una (Janice-Arianne, *2002) din a doua.
A doua căsnicie (1997-2003) a fost cu Ștefan Eugenia cunoscută ca Jeanine ori Jeanina (*1967), o fostă prezentatoare de modă și iubită a fostului tenismen Florin Segărceanu și fostului fotbalist Florin Răducioiu, actualmente designer de modă, care locuiește în Paris.